# Preto (futebolista)
Marcos Antônio Costa, mais conhecido como Preto (São Luís, 18 de dezembro de 1978), é um ex-futebolista brasileiro que atuava como zagueiro.

## Carreira
Iniciou sua carreira como jogador no Boa Vontade, clube de São Luís.
Posteriormente, transferiu-se para as categorias de base do Santos FC e teve suas primeiras chances na equipe principal no ano de 2000. Sua estreia foi em 10 de maio, na vitória por 2x1 contra o São Paulo no Morumbi.
Em 2001, chegou a ser afastado do clube devido às suspeitas de que o atleta fosse "gato" (jogador com idade adulterada).
Em 2002, fez parte da conquista do Campeonato Brasileiro de 2002, onde atuou em 21 partidas das 31 disputadas pelo time, sendo uma delas o 1º jogo da final diante do Corinthians, em substituição ao zagueiro André Luis.
No clube também foi Campeão Brasileiro em 2004. Sua última partida foi em 17 de abril de 2005, no empate em 1x1 com o Marilia, no Estádio Bento de Abreu Sampaio Vidal.
Em seguida atuou no Juventus, Guarani, Ponte Preta, em em 2008 chegou ao América-MG. Pelo clube, conquistou a série C do Brasileirão em 2009.
No fim de 2011, foi dispensado do América-MG.
Em 2012, acertou com o Itumbiara, logo depois se transferiu para o Sampaio Corrêa, do Maranhão, onde conquistou a série D do Nacional.
Em dezembro de 2012, Preto acertou com a Portuguesa Santista para as disputas da Segunda Divisão estadual.

## Títulos

### Santos
- Copa Paulista: 2004
- Campeonato Brasileiro - Série A: 2002,[6] 2004

### América-MG
- Campeonato Brasileiro - Série C: 2009
- Campeonato Mineiro - Módulo II: 2008

### Sampaio Corrêa
- Campeonato Brasileiro - Série D: 2012